# John Carmack

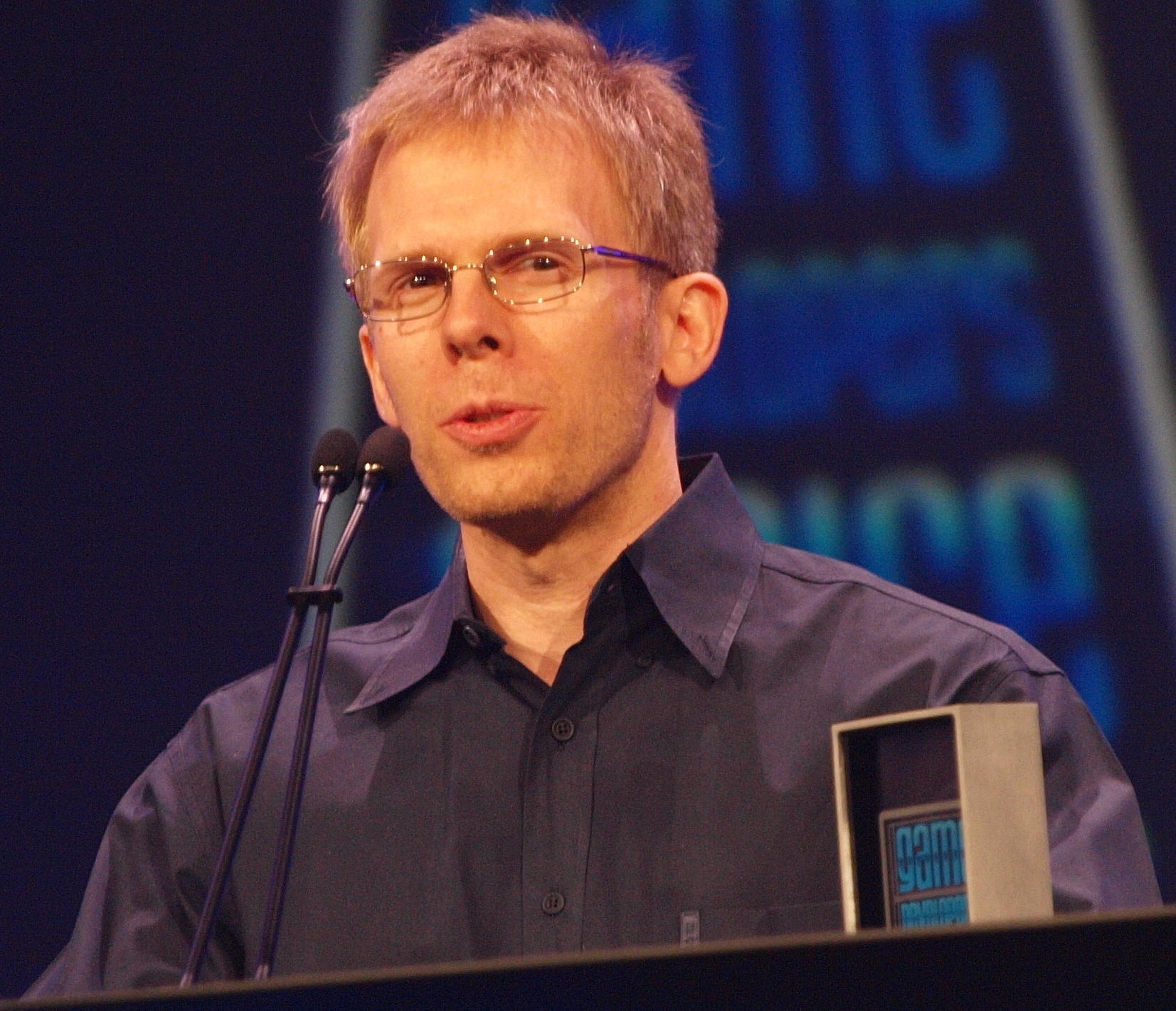
John Carmack, 2010

John D. Carmack II (* 21. August 1970 in Kansas City, Kansas) ist ein US-amerikanischer Programmierer und Spieleentwickler. Er wurde durch die Entwicklung innovativer Spiel-Engines bekannt und ist Mitgründer des Studios id Software. Als Programmierer war er an bahnbrechenden Videospielen wie Commander Keen, Wolfenstein 3D, Doom und Quake beteiligt. Nebenbei gründete er 2000 die Raketenbaufirma Armadillo Aerospace. Im August 2013 wurde er als Chief Technology Officer bei Oculus VR eingestellt und war bis November 2019 in dieser Position tätig. Im November 2013 verließ Carmack id Software.

## Leben und Werk
John Carmack wurde als Sohn von Stan Carmack, einem lokalen TV-Moderator, und der Mikrobiologin Inga Carmack in Kansas geboren. In seiner Kindheit begeisterte sich der überdurchschnittlich intelligente Junge für Science-Fiction, Fantasy, Comics und Brettspiele wie Dungeons & Dragons. In der Schule war er ein guter Schüler, tat sich aber im Umgang mit Mitschülern und Lehrern schwer. In seiner Schule kam er näher mit Computern in Kontakt und schon früh erkannte er das Potenzial der Rechner. Im Alter von 14 Jahren brach er mit Freunden in seine Schule ein, um Apple-II-Rechner zu stehlen. Jedoch wurde er erwischt und Carmack musste in eine Erziehungsanstalt. Nach der Schule begann er an der University of Missouri–Kansas City zu studieren, jedoch brach er das Studium bereits nach zwei Semestern ab und arbeitete dann für die Firma Softdisk, wo er John Romero kennenlernte.
Im Jahr 1991 gründete er – unter anderem zusammen mit John Romero – die Spieleentwicklerfirma id Software. Carmack erlangte schnell einen Ruf als ausgezeichneter Programmierer, speziell im Bereich der Grafik-Engines. Er entwickelte erst einige 2D-Shareware-Spiele, von denen vor allem das Jump-’n’-Run-Spiel Commander Keen einen hohen Bekanntheitsgrad erlangte. Commander Keen verwendete Carmacks selbstentwickelte Scrolling-Technik, die auf Personal Computern (PC) erstmals weiche Bildbewegungen (sogenanntes Scrollen) erlaubte.
Ein weiterer Meilenstein war das Spiel Wolfenstein 3D, mit dem id Software den ersten richtigen Ego-Shooter schuf. In Deutschland wurde dieses Spiel 1994 wegen des Verwendens von Kennzeichen verfassungswidriger Organisationen bundesweit beschlagnahmt. Den richtigen Durchbruch schaffte Carmack mit den ersten beiden Teilen der Doom-Serie. Doom 1 und 2 zeigten erstmals, welches Potential PCs bei Spielen haben, wenn man möglichst effizient programmiert. Aufgrund seines „jugendgefährdenden“ Inhalts wurde Doom in Deutschland von der BPjS indiziert (was erst Ende 2011 aufgehoben wurde). Durch seine Beharrlichkeit und das Vorantreiben neuer Techniken unterstützte Carmack die Markteinführung sogenannter Grafikbeschleuniger.
John Carmack war von Januar 2000 bis 2021 mit Katherine Anna Kang verheiratet, einer Unternehmerin auf dem Gebiet von Machinima-Filmen.
In seinem Armadillo-Blog gab er im August 2004 bekannt, einen Sohn bekommen zu haben. Ein weiteres Kind kam 2009 auf die Welt. 2022 teilte Carmack mit, geschieden zu sein.
Mit seiner im Jahr 2000 gegründeten Raketenbaufirma Armadillo Aerospace entwickelt er vor allem senkrecht startende und landende Raketen (VTVL bzw. VTOL).
Am 24. Oktober 2008 gewann Armadillo 350.000 $ für das Erreichen von Level 1 der von der NASA gesponserten Northrop Grumman Lunar Lander Challenge. Am 12. September 2009 erreichte Armadillo Level 2 der Lunar Lander Challenge und gewann weitere 500.000 $.
Derzeit laufen Projekte mit der NASA, Space Adventures sowie der Rocket Racing League.
Am 7. August 2013 gab Oculus VR bekannt, dass Carmack als neuer CTO (Chief Technical Officer) die Entwicklung von Virtual Reality Headsets vorantreiben solle. Am 22. November 2013 wurde bekannt gegeben, dass John Carmack bei id Software gekündigt hat, um sich vollständig auf seine Arbeit bei Oculus VR konzentrieren zu können. Am 14. November 2019 gab Carmack seinen Rücktritt bekannt, da er mit dem langsamen Fortschritt der VR-Entwicklung unzufrieden sei. Fortan wolle er sich der Entwicklung von Künstlicher Intelligenz widmen, bleibe Oculus jedoch als Berater erhalten. Ziel von Carmack ist es, bis 2030 eine Artificial General Intelligence mit „Zeichen von Leben“ zu schaffen. Hierfür hat er in Dallas ein Start-up namens Keen Technologies gegründet, das von mehreren Risikokapitalgebern mit rund 20 Millionen US-Dollar ausgestattet wurde.

## Sonstiges
Das Carmack's Reverse genannte Verfahren zur Schattenberechnung, welches erstmals im Spiel Doom 3 Verwendung fand, war bereits technisch fast identisch von Creative Labs patentiert. Id Software einigte sich daraufhin mit Creative Labs, dass Doom 3 die Creative-Labs-Audio-Technik EAX unterstützt und ein Zettel beiliegt, der besagt, dass mit einer Creative-Karte das beste Sounderlebnis zu erwarten sei. Dadurch konnte Id diese Technik von Creative Labs ohne Lizenzzahlungen nutzen.
Am 22. März 2001 wurde Carmack in die Academy of Interactive Arts and Sciences’ Hall of Fame aufgenommen und erhielt am 16. März 2006 einen Stern auf dem Walk of Game.
Für seine Leistungen bei der Entwicklung von 3D-Grafik-Engines erhielt Carmack (und id Software) am 8. Januar 2007 einen Emmy.
2010 erhielt er auf der Game Developers Conference den Ehrenpreis für sein Lebenswerk. Die Auszeichnung wurde ihm vom Sims-Erfinder Will Wright überreicht.
2016 erhielt Carmack bei den BAFTA Video Games Awards den Fellowship Award für sein Lebenswerk.
2017 wurde Carmack die Ehrendoktorwürde der University of Missouri–Kansas City für seine Leistungen als Programmierer und Innovator verliehen.
2019 erhielt er den Lifetime Achievement Award für sein Lebenswerk bei den VR Awards.